# Melitaea albina
Melitaea albina är en fjärilsart som beskrevs av Ruggero Verity 1904. Melitaea albina ingår i släktet Melitaea och familjen praktfjärilar. Inga underarter finns listade i Catalogue of Life.